# Montipora setosa
Montipora setosa är en korallart som beskrevs av Nemenzo 1976. Montipora setosa ingår i släktet Montipora och familjen Acroporidae. IUCN kategoriserar arten globalt som starkt hotad. Inga underarter finns listade i Catalogue of Life.